# Patrick Ekeng
Patrick Claude Ekeng Ekeng (n. 26 martie 1990 – d. 6 mai 2016) a fost un fotbalist profesionist camerunez  care a jucat ca mijlocaș defensiv. A jucat două meciuri internaționale pentru echipa națională a Camerunului la Cupa Africii pe Națiuni din 2015.
A debutat ca fotbalist profesionist la Canon Yaoundé, apoi s-a transferat în Franța, la Le Mans FC. A mai jucat la cluburi din Elveția și Spania. Ultimul club la care a activat a fost FC Dinamo București, din România. A murit la vârsta de doar 26 de ani, în timpul meciului dintre FC Dinamo București și Viitorul Constanța (6 mai 2016).
Medicul de la Ambulanța Puls care l-a preluat pe Ekeng de pe Stadionul Dinamo la 6 mai 2016, când s-a prăbușit fără suflare în timpul unui meci, a fost acuzat de ucidere din culpă.